# 绥兰道
绥兰道，中华民国初期设置的道。
1914年6月以清末绥兰海道之呼兰、绥化、海伦、巴彦、兰西、庆城、木兰、汤原、通河等县，龙门镇设治局及铁山仓、东兴镇二协领所辖地方设置，治所在绥化县（在今黑龙江绥化市境）。属黑龙江省。辖区约相当今黑龙江省通肯河、呼兰河以东，五大连池、北安、绥棱、伊春等市县以南，鹤岗、汤原二市县以西，松花江以北地区，以及兰西县地。
1915年5月增置三设治局：由铁山仓协领辖地改置铁骊设治局；由绥化县析置绥楞设治局，1917年5月升县；由海伦县析置通北设治局，1917年5月升县。1917年4月增置望奎设治局，1918年2月升县。1917年5月龙门镇设治局升县，并改名龙镇县。1928年由东兴镇协领辖地改置东兴设治局。1929年初废。